# Toppserien 2021
La Toppserien 2021 è stata la 38ª edizione della massima serie del campionato norvegese. La competizione, iniziata il 22 maggio si è conclusa il 13 novembre 2021 con il Vålerenga, per la prima volta campione di Norvegia nella passata edizione, a difenderne il titolo.
Il Sandviken ha vinto il campionato per la prima volta nella sua storia.

## Stagione

### Novità
Dalla Toppserien 2020 è stato retrocesso il Røa, mentre dalla 1. divisjon 2020 è stato promosso lo Stabæk, tornato al campionato di vertice dopo un anno in cadetteria.

### Formula
Per quest'edizione si è mantenuta la formula a 10 squadre che è stata introdotta dalla stagione 2020. Le squadre partecipanti si affrontano in un girone all'italiana con partite di andata e ritorno per un totale di 18 giornate, ricorrendo, per determinare la salvezza o meno della nona classificata, allo spareggio promozione-retrocessione utilizzato nella formula del precedente campionato. La squadra campione di Norvegia avrà il diritto di partecipare alla UEFA Women's Champions League 2022-2023 partendo dai sedicesimi di finale, mentre la seconda classificata verrà ammessa al turno di qualificazione della UEFA Women's Champions League 2022-2023. La penultima classificata affronta la seconda classificata in 1. divisjon nello spareggio promozione-retrocessione mentre l'ultima classificata retrocede direttamente in 1. divisjon.

## Squadre partecipanti
| Club         | Stagione | Città      | Stadio                  | Stagione precedente     |
| ------------ | -------- | ---------- | ----------------------- | ----------------------- |
| Arna-Bjørnar |          | Arna       | Arna Idrettspark        | 8º posto in Toppserien  |
| Avaldsnes    |          | Avaldsnes  | Avaldsnes Idrettssenter | 3º posto in Toppserien  |
| Klepp        |          | Klepp      | Klepp Stadion           | 7º posto in Toppserien  |
| Kolbotn      |          | Kolbotn    | Sofiemyr Stadion        | 9º posto in Toppserien  |
| LSK Kvinner  |          | Lillestrøm | LSK-hallen              | 5º posto in Toppserien  |
| Lyn          |          | Oslo       | Kringsjå kunstgress     | 6º posto in Toppserien  |
| Rosenborg    |          | Trondheim  | Koteng Arena            | 2º posto in Toppserien  |
| Sandviken    | dettagli | Bergen     | Stemmemyren Kunstgress  | 4º posto in Toppserien  |
| Stabæk       |          | Bærum      | Nadderud Stadion        | 1º posto in 1. divisjon |
| Vålerenga    |          | Oslo       | Intility Arena          | Campione di Norvegia    |

## Classifica finale
|  | Pos. | Squadra      | Pt | G  | V  | N | P  | GF | GS | DR  |
|  | ---- | ------------ | -- | -- | -- | - | -- | -- | -- | --- |
|  | 1.   | Sandviken    | 52 | 18 | 17 | 1 | 0  | 50 | 6  | +44 |
|  | 2.   | Rosenborg    | 48 | 18 | 16 | 0 | 2  | 42 | 15 | +27 |
|  | 3.   | LSK Kvinner  | 37 | 18 | 12 | 1 | 5  | 46 | 32 | +14 |
|  | 4.   | Vålerenga    | 35 | 18 | 11 | 2 | 5  | 46 | 17 | +29 |
|  | 5.   | Arna-Bjørnar | 21 | 18 | 6  | 3 | 9  | 27 | 44 | -17 |
|  | 6.   | Kolbotn      | 20 | 18 | 6  | 2 | 10 | 21 | 31 | -10 |
|  | 7.   | Stabæk       | 17 | 18 | 5  | 2 | 11 | 15 | 36 | -21 |
|  | 8.   | Avaldsnes    | 12 | 18 | 3  | 3 | 12 | 25 | 35 | -10 |
|  | 9.   | Lyn          | 12 | 18 | 3  | 3 | 12 | 19 | 34 | -15 |
|  | 10.  | Klepp        | 7  | 18 | 2  | 1 | 15 | 12 | 53 | -41 |

Legenda:
      Campione di Norvegia e ammessa alla UEFA Women's Champions League 2022-2023.
      Ammessa alla UEFA Women's Champions League 2022-2023.
 Ammessa allo spareggio promozione-retrocessione.
      Retrocessa in 1. divisjon 2022.
Note:
Tre punti a vittoria, uno a pareggio, zero a sconfitta.
La classifica viene stilata secondo i seguenti criteri:
- Punti conquistati
- Differenza reti generale
- Reti totali realizzate
- Punti conquistati negli scontri diretti
- Differenza reti negli scontri diretti
- Reti realizzate in trasferta negli scontri diretti (solo tra due squadre)
- Reti realizzate negli scontri diretti

## Risultati

### Tabellone
|              | Arn  | Ava  | Kle  | Kol  | LSK  | Lyn  | Ros  | San  | Sta  | Vål  |
| ------------ | ---- | ---- | ---- | ---- | ---- | ---- | ---- | ---- | ---- | ---- |
| Arna-Bjørnar | –––– | 3-0  | 3-1  | 2-2  | 3-4  | 3-1  | 0-2  | 1-1  | 1-0  | 0-8  |
| Avaldsnes    | 1-3  | –––– | 3-0  | 3-1  | 2-3  | 0-1  | 0-1  | 0-1  | 1-1  | 1-1  |
| Klepp        | 4-1  | 0-4  | –––– | 1-2  | 1-5  | 1-1  | 0-3  | 1-3  | 1-0  | 1-3  |
| Kolbotn      | 1-0  | 2-2  | 3-0  | –––– | 1-2  | 1-0  | 1-2  | 1-3  | 1-2  | 1-2  |
| LSK Kvinner  | 5-2  | 4-3  | 2–0  | 5-2  | –––– | 3-2  | 0-3  | 0-2  | 4-0  | 1-1  |
| Lyn          | 1-1  | 3–1  | 2–0  | 0–1  | 1-2  | –––– | 1–2  | 1–2  | 2–2  | 0-1  |
| Rosenborg    | 7-1  | 1–0  | 2–1  | 3–0  | 2-1  | 3-2  | –––– | 0–2  | 2–0  | 2–1  |
| Sandviken    | 4–0  | 3–0  | 8-0  | 1–0  | 4–1  | 5–0  | 2-0  | –––– | 3-0  | 3–0  |
| Stabæk       | 0–3  | 2-1  | 1-0  | 0–1  | 1-3  | 2-1  | 2–5  | 1–2  | –––– | 0–5  |
| Vålerenga    | 2–0  | 5–3  | 7–0  | 3–0  | 2-1  | 4–0  | 1–2  | 0–1  | 0-1  | –––– |

## Play-off promozione-retrocessione
Al play-off sono ammesse la nona classificata in Toppserien, il Lyn, e la seconda classificata in 1. divisjon, l'Åsane.
|       | Risultati |       | Luogo e data           |
| ----- | --------- | ----- | ---------------------- |
| Lyn   | 2 - 1     | Åsane | Oslo, 17 novembre 2021 |
| Åsane | 0 - 1     | Lyn   | Oslo, 21 novembre 2021 |

## Statistiche

### Classifica marcatrici
Fonte: sito della federazione norvegese.
| Gol | Rigori |  | Giocatore                  | Squadra      |
| --- | ------ |  | -------------------------- | ------------ |
| 13  |        |  | Emilie Haavi               | LSK Kvinner  |
| 11  | 2      |  | Lisa-Marie Karlseng Utland | Rosenborg    |
| 11  |        |  | Synne Jensen               | Vålerenga    |
| 10  | 2      |  | Maria Dybwad Brochmann     | Sandviken    |
| 10  |        |  | Julie Blakstad             | Rosenborg    |
| 9   | 2      |  | Dejana Stefanović          | Vålerenga    |
| 9   | 1      |  | Sophie Román Haug          | LSK Kvinner  |
| 7   | 2      |  | Marit Bratberg Lund        | Sandviken    |
| 7   |        |  | Sara Kanutte Fornes        | Rosenborg    |
| 6   |        |  | Vilde Hasund               | Sandviken    |
| 5   |        |  | Marie-Yasmine Alidou       | Klepp        |
| 5   |        |  | Elisabeth Terland          | Sandviken    |
| 5   |        |  | Mimmi Löfwenius            | LSK Kvinner  |
| 5   |        |  | Nora Eide Lie              | LSK Kvinner  |
| 5   |        |  | Anna Langås Jøsendal       | Avaldsnes    |
| 5   |        |  | Anna Nerland Aahjem        | Lyn          |
| 5   |        |  | Elise Thorsnes             | Vålerenga    |
| 5   |        |  | Lisa Fjelstad Naalsund     | Sandviken    |
| 5   |        |  | Mia Jalkerud               | Arna-Bjørnar |